# Epalzeorhynchos

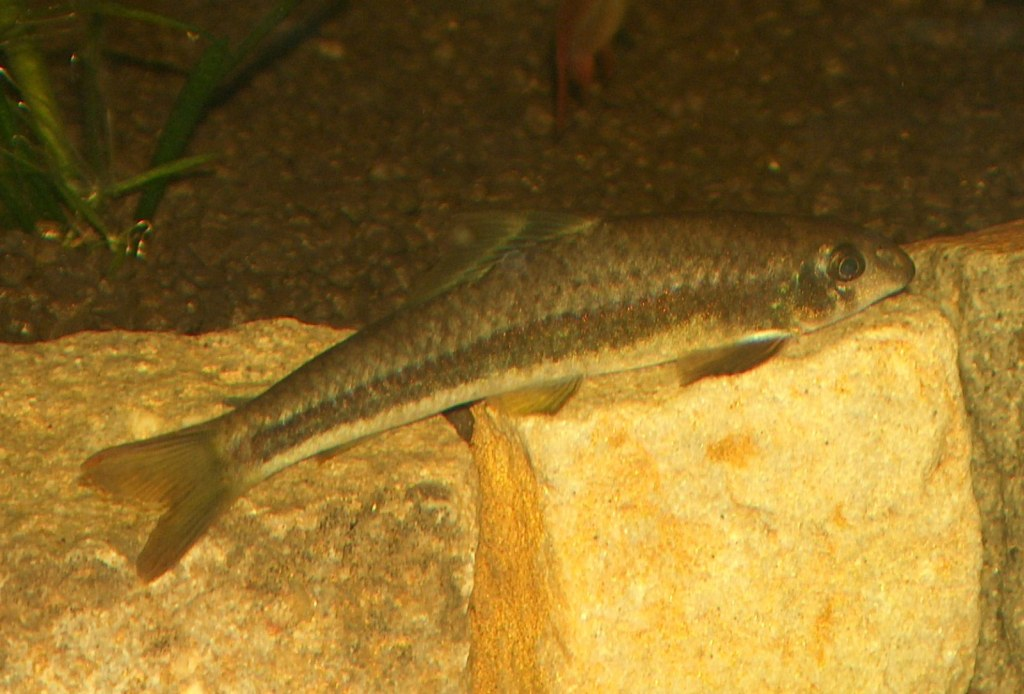
Epalzeorhynchos kalopterum

Epalzeorhynchos és un gènere de peixos de la família dels ciprínids i de l'ordre dels cipriniformes.

## Taxonomia
- Epalzeorhynchos bicolor (Smith, 1931)
- Epalzeorhynchos frenatum (Fowler, 1934)
- Epalzeorhynchos kalopterum (Bleeker, 1851)
- Epalzeorhynchos munense (Smith, 1934)[2][3][4][5]